# 鬼室福信
鬼室福信（귀실복신，？—663年）亦即扶餘福信（부여복신）。朝鮮半島三國時代晚期的百濟將軍，曾致力抵抗唐朝及新羅的聯軍，擁立扶餘豐為國君，但旋即陷入內鬨當中，福信被扶餘豐所誅，百濟國不久亦覆亡。

## 生平
鬼室福信的「鬼室氏」，據日本學者的說法，是百濟的姓氏。日本典籍《新撰姓氏錄·右京諸蕃》記載：「因鬼神感和之義，命氏謂鬼室」。
鬼室福信本人為百濟武王的從子，義慈王的從弟。官位至「恩率」（三品官），後陞「佐平」（一品官）。
660年，唐、新羅聯軍滅百濟，俘義慈王。鬼室福信組織百濟舊臣聯合抵禦，欲奪還百濟故地，請求倭出兵援助。翌年（661年）正月，齊明天皇親自乘船西行，向筑紫郡進發，為遠征支援百濟作出了準備，但在該年七月病死。其子中大兄皇子于662年5月送百濟王子扶餘豐歸國，被福信擁為國王。倭國向百濟提供了大量援助，百濟民眾亦為之感動流涕。
福信等便奮起襲擊唐軍。663年，唐、羅聯軍為了剷除百濟的殘餘勢力，於是圍攻福信的據點周留城。眼見復國無望，唐將劉仁軌此時又向道琛、福信陳說利害和慰諭招降，而道琛卻不願就範，福信便殺害了支持復國運動的主要人物道琛和尚，轉向背叛扶餘豐的一邊，並密謀將之殺害。然而扶餘豐已懷疑福信會謀反，便先發制人，於六月拘捕福信，當眾宣佈他的謀反罪，問群臣應如何處置。「達率」（二品官）德執得認為像福信這樣的逆臣應立即誅殺。福信心知必死，高聲唾罵道：「腐狗癡奴！」扶餘豐大怒，命令立即斬殺福信並將他的頭顱用鹽腌製。

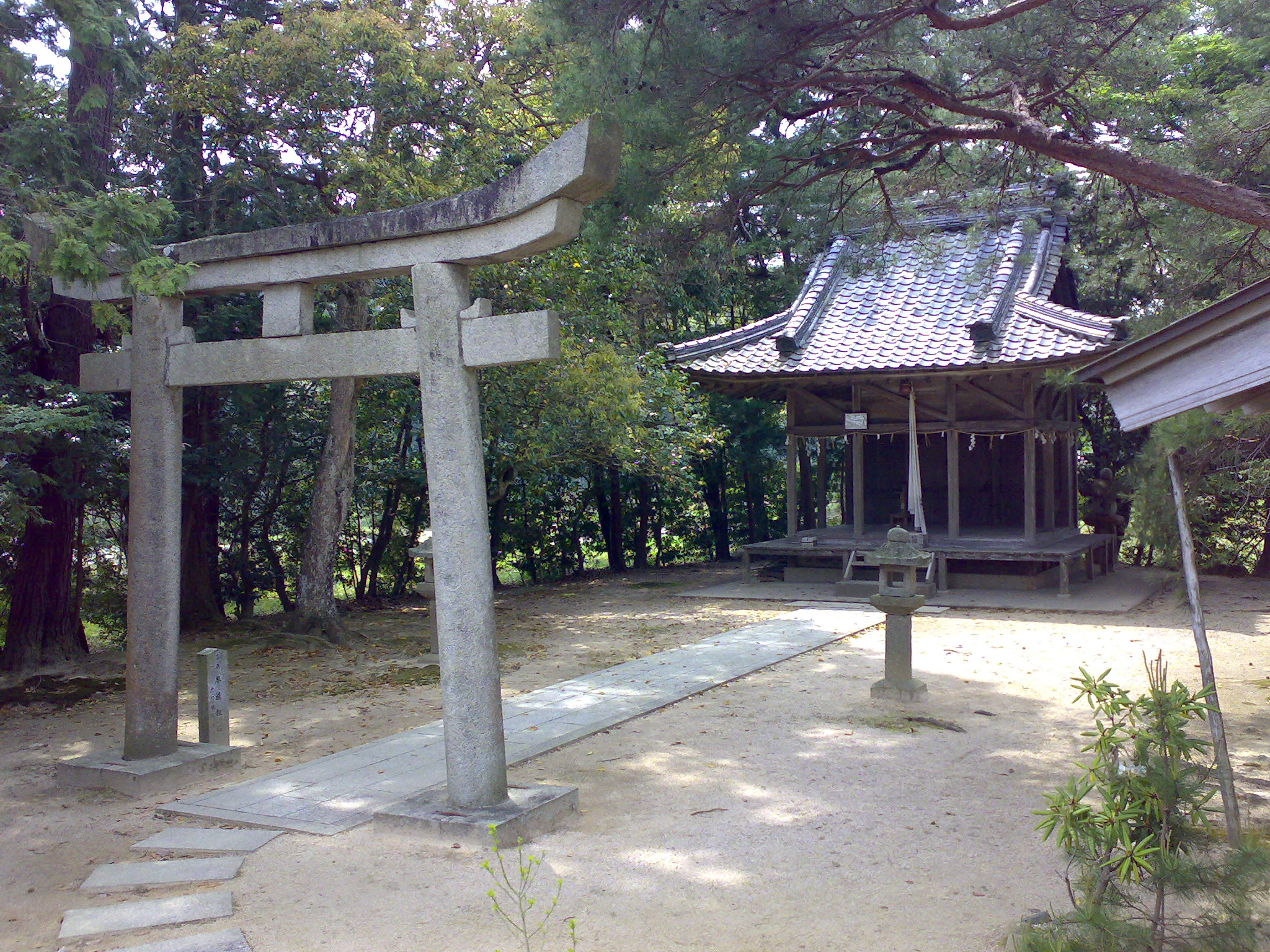
鬼室神社

百濟復國運動經過道深、福信及扶餘豐的內部廝殺後，不久，倭、濟聯軍在白江口慘敗，扶餘豐出奔高句麗，百濟復國的夢想徹底破滅。
其子鬼室集斯出奔倭國，於665年（天智天皇四年）二月被天智天皇授予「小錦下」的位階，669年（天智八年）遷居近江國蒲生郡 ，並死於該地。他的墳墓為鬼室神社（今日本滋賀縣日野町）。

## 影視形象
- 《大王之夢》，KBS大河連續劇，2012年，金永基飾

## 外部連結
- （中文）. （原始内容存档于2009-03-02）.
- （中文）. （原始内容存档于2009-03-13）.
- （中文）.   [2009-03-22]. （原始内容存档于2021-02-10）.
- （日語）（中文）. （原始内容存档于2006-02-24）.
- （日語）. （原始内容存档于2004-12-24）.